# Saint-Astier (Lot-et-Garonne)
Saint-Astier település Franciaországban, Lot-et-Garonne megyében. Lakosainak száma 213 fő (2022. január 1.). Saint-Astier Loubès-Bernac, Saint-Jean-de-Duras, Saint-Sernin és Villeneuve-de-Duras községekkel határos.

## Népesség
A település népessége az elmúlt években az alábbi módon változott:
| Lakosok száma | 212  | 203  | 172  | 183  | 219  | 219  | 222  | 223  | 223  | 213  |
|               | 1968 | 1982 | 1990 | 2006 | 2013 | 2015 | 2017 | 2019 | 2020 | 2022 |